# Berât

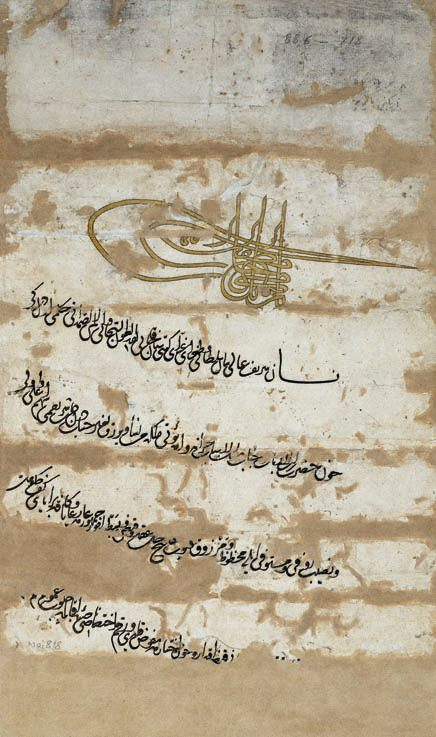
Berât des Sultans Bayezit II. von 1486: Ernennungsurkunde für Hadım Ali Pascha zum Beylerbey von Rumeli

Ein Berât (osmanisch برات; pl. berevât / بروات, türkisch berâtlar) war ein osmanisches Dokument, ein Erlass des Sultans mit Gesetzeskraft. Weitere Übersetzungen sind „Edikt“ oder „Dekret“. Mit einem Berât wurden öffentliche Ämter besetzt sowie Privilegien wie Steuerpacht (İltizam) und Lehen (Tımar) vergeben. So wurden die Metropoliten (Erzbischöfe) des Bulgarischen Exarchats durch einen Berât in ihren Verwaltungsbereich eingesetzt.

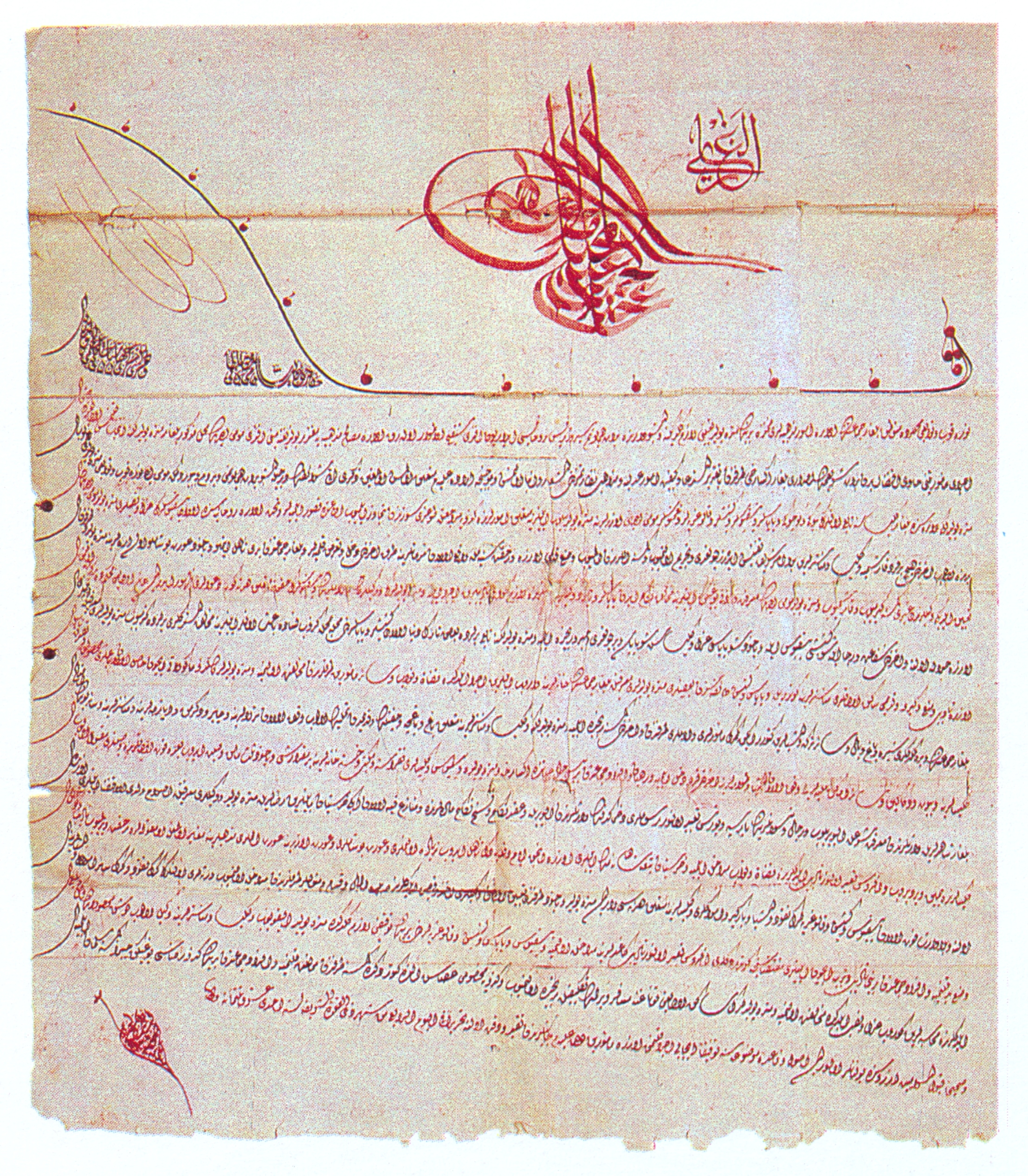
Berât von 1895 für die Einsetzung von Ilarion, als Metropolit von Nevrokop

Im Osmanischen Reich kursierte eine Vielzahl von Bezeichnungen für Erlasse, darunter Ferman, Biti, Buyuruldu, Emir und Hüküm.
Im ausgehenden 18. und im 19. Jahrhundert bezeichnete man nicht-muslimische Inhaber eines wirtschaftlichen oder steuerlichen Privilegs als Berâtlı (براتلي). Diese Berât wurden von den europäischen diplomatischen Missionen im Zusammenhang mit den Kapitulationen verkauft. Trotz verschiedener Versuche der osmanischen Regierung, diese Praxis zu dämpfen, führten diese Berât zur Entstehung einer neuen Klasse, der Avrupa Tüccarı (Europäische Händler). Später wurde der Verkauf dieser Privilegien auch auf Muslime ausgeweitet. Bei den Tanzimat-Reformen gerieten diese Berât außer Gebrauch.
Ein Berât wurde mit der Sultans-Tughra versehen und mit jedem neuen Sultan erneuert. Diesen Umstand nannte man tecdîd-i berât / تجديد برات.